# Edwin Scharff

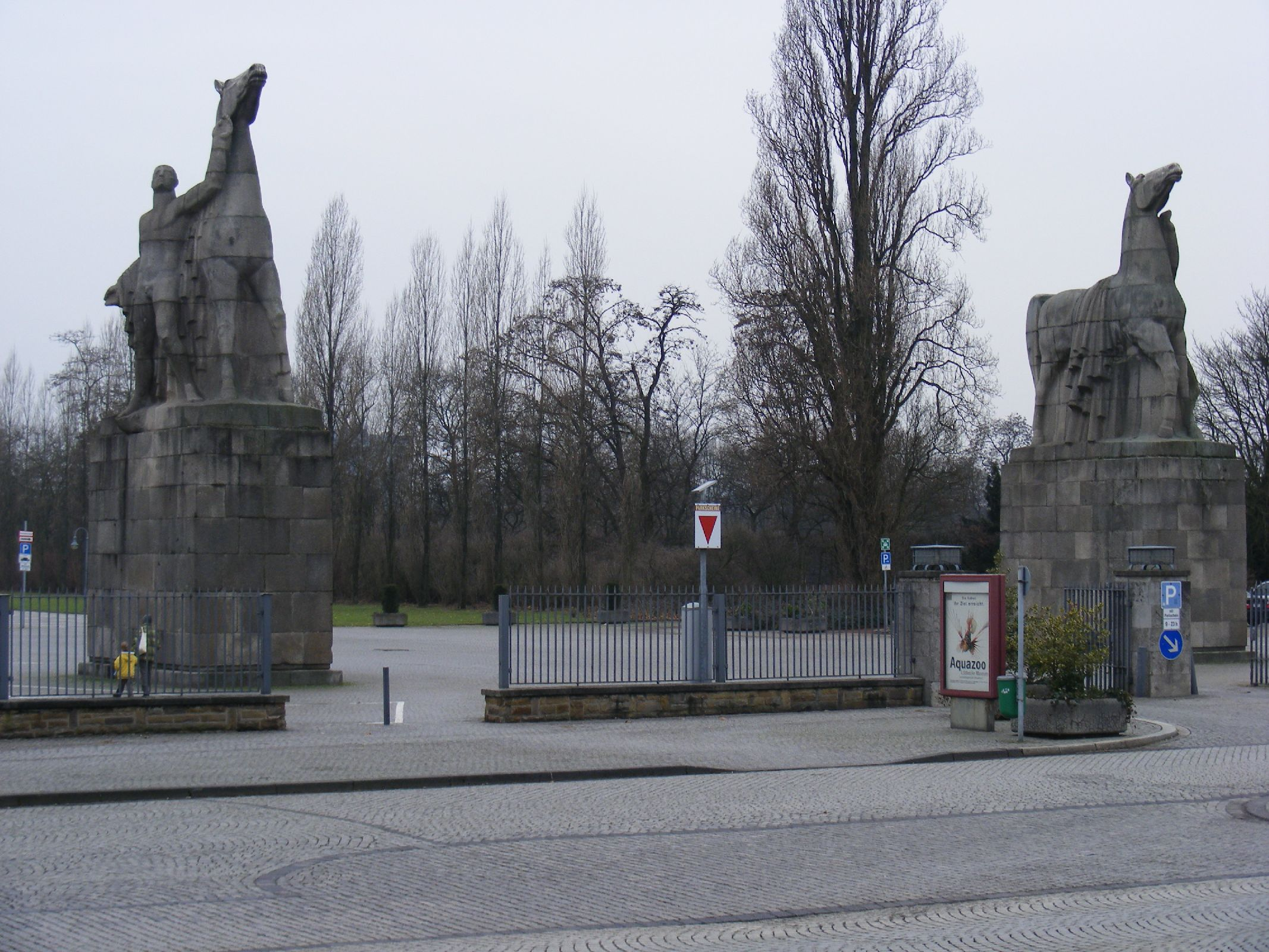
Rossebändiger, Nordpark in Düsseldorf

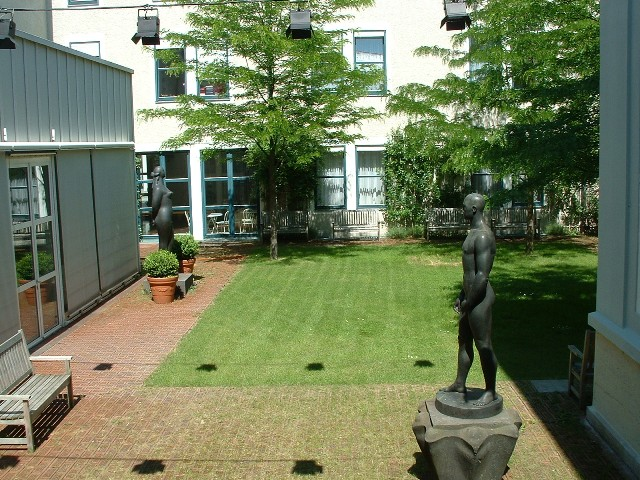
Tuin van het Edwin-Scharff-Museum met Nackte Pandora (links) en Junger Athlet (rechts)

Edwin Paul Scharff (Neu-Ulm, 21 maart 1887 – Hamburg, 18 mei 1955) was een Duitse beeldhouwer en graficus.

## Leven en werk

### 1887-1933
Scharff ging in 1902 schilderkunst studeren aan de kunstacademie in München. Met een stipendium maakte hij een grote reis, die hem naar Parijs, Madrid en Toledo en ten slotte naar Italië voerde. In Parijs maakte hij, tussen 1912 en 1913, kennis met Jules Pascin en de Duitse beeldhouwer Wilhelm Lehmbruck, die van 1910 tot 1914 in Parijs verbleef. In 1913 schiep hij zijn eerste grote sculptuur Junger Athlet. Gedurende de Eerste Wereldoorlog raakte hij als militair ernstig gewond en werd hij gedurende een jaar verpleegd in een militair hospitaal.
In 1923 werd hij benoemd tot hoogleraar aan de Hochschule für Bildende Künste Berlin in Berlijn. Scharff kreeg in 1926 de opdracht Paul von Hindenburg, de in 1925 benoemde tweede Duitse Rijkspresident, te portretteren en werd in 1927 vicevoorzitter van de Deutsche Künstlerbund. In 1928 won hij met zijn olympische plaquette de bronzen medaille tijdens de Kunstwedstrijden op de Olympische Zomerspelen 1928 in Amsterdam.

### 1933-1945
Na de machtsovername door de Nationaalsocialisten werd Scharff gedwongen overgeplaatst naar de kunstacademie van Düsseldorf. In 1936 kreeg hij de opdracht voor twee grote sculptuurgroepen, Die Rossebändiger, bij de entree van de in het geheim voorbereide expositie Reichsausstellung Schaffendes Volk in het Nordpark in Düsseldorf. Op 1 mei 1937, bij de opening van de expositie, was een der beide beelden gereed. Het tweede beeld werd in ruwe vorm wel geplaatst, maar pas eind 1939 voltooid. Ook in 1937 vond in München de tentoonstelling Entartete Kunst plaats, waar Scharff met drie beelden was vertegenwoordigd, waaronder Bildnis der Schauspielerin Anni Mewes. In 1939 volgde zijn schorsing/ontslag en in 1940 eerst een tentoonstellingsverbod en ten slotte een verbod zijn beroep uit te oefenen. Tegen het einde van de Tweede Wereldoorlog werd zijn atelier door de SS verwoest, waarbij vrijwel al zijn werk en vele gipsmodellen verloren gingen.

### Na de Tweede Wereldoorlog
Na de Tweede Wereldoorlog werd hij in 1946 benoemd tot hoogleraar aan de Hochschule für bildende Künste in Hamburg. Hij behield deze post tot zijn dood in 1955.
Het werk van Scharff werd tweemaal postuum getoond tijdens de expositie documenta in Kassel: I van 1955 en II van 1959. In 1955 werd door de Senaat van de Vrije Hanzestad Hamburg de Edwin-Scharff-Preis ingesteld.
In 1999 werd aan de Petrusplatz in Neu-Ulm het Edwin-Scharff-Museum geopend, waar een belangrijk deel van zijn werk permanent wordt geëxposeerd.

## Archeologische opgraving 2010
Bij een archeologische opgraving op een bouwterrein tegenover het Rotes Rathaus, het stadhuis van Berlijn, waar tot 1945 de Königstraße liep, zijn elf bronzen en keramische, verloren gewaande, sculpturen gevonden. De kunstvoorwerpen werden in november 2010 tentoongesteld in het Neues Museum. De beelden die in 1937 werden geëxposeerd in München als Entartete Kunst zijn onder andere van de kunstenaars Otto Freundlich (Kopf uit 1925), Otto Baum, Emy Roeder (Schwangere uit 1918), Edwin Scharff (Portret Anni Mewes uit 1917/21) en Gustav Heinrich Wolff (Stehende Gewandfigur uit 1925).

## Werken (selectie)
- 1912 : Stehende
- 1913 : Junger Athlet, Edwin-Scharff-Museum
- 1914 : Terrakotta-Dose mit Pferd
- 1917/21 : Portret Anni Mewes
- 1924 : Denkmal der Pferde
- 1924/26 : Kriegerdenkmal, Schwal-Insel in Neu-Ulm
- 1926 : Kore
- 1928 : Plaquette Olympische Zomerspelen 1928 in Amsterdam
- 1921/39 : Pastorale
- 1936/39 : Rossebändiger (2-delig), Nordpark in Düsseldorf
- 1947 : Quellnymphe
- Mutter mit Kind-Trauernde
- 1951 : Nackte Pandora, Edwin-Scharff-Museum
- 1952/53 : Drei Männer im Boot, Alsterpark in Hamburg

## Fotogalerij

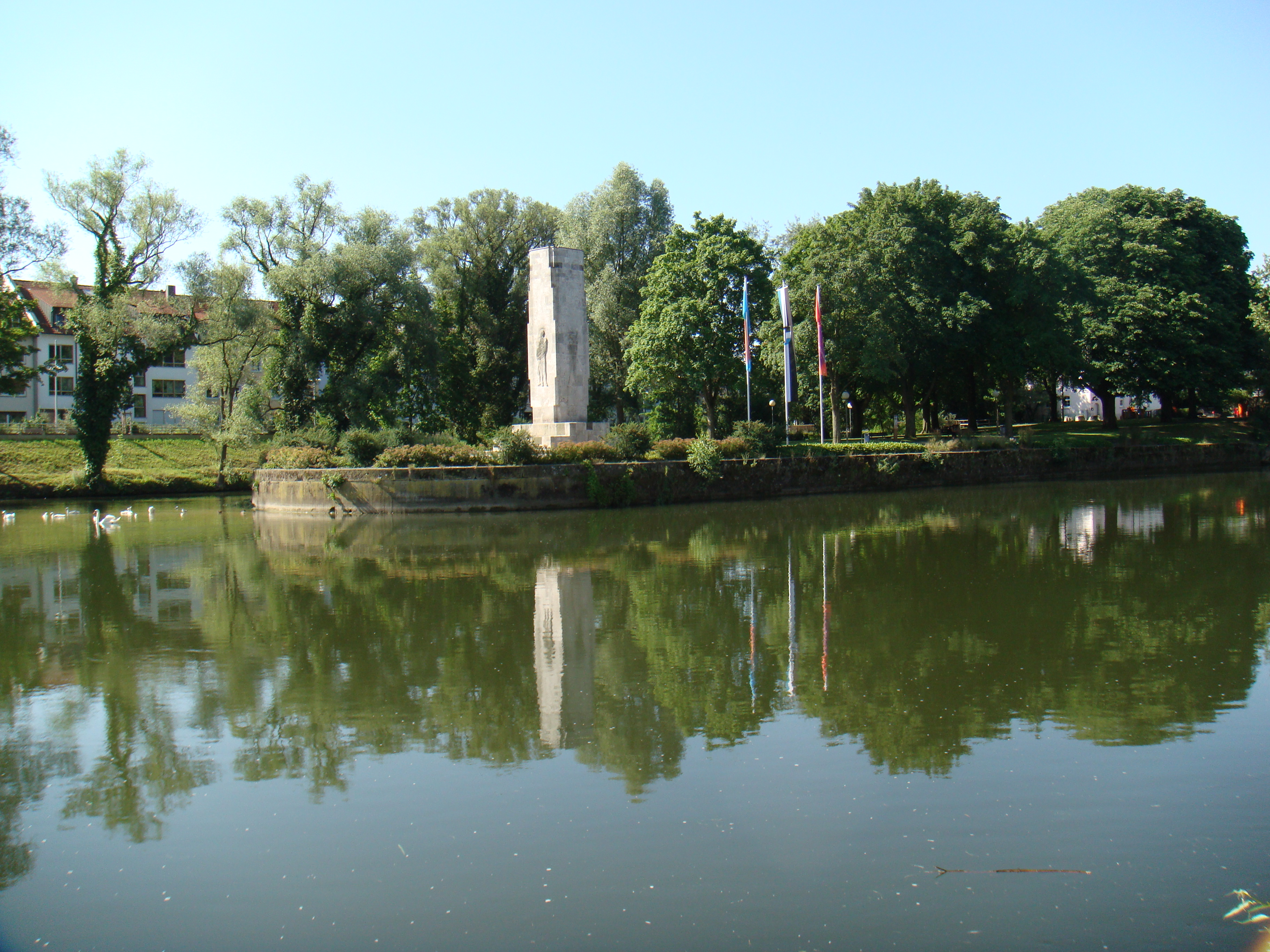
Kriegerdenkmal (1924/26)
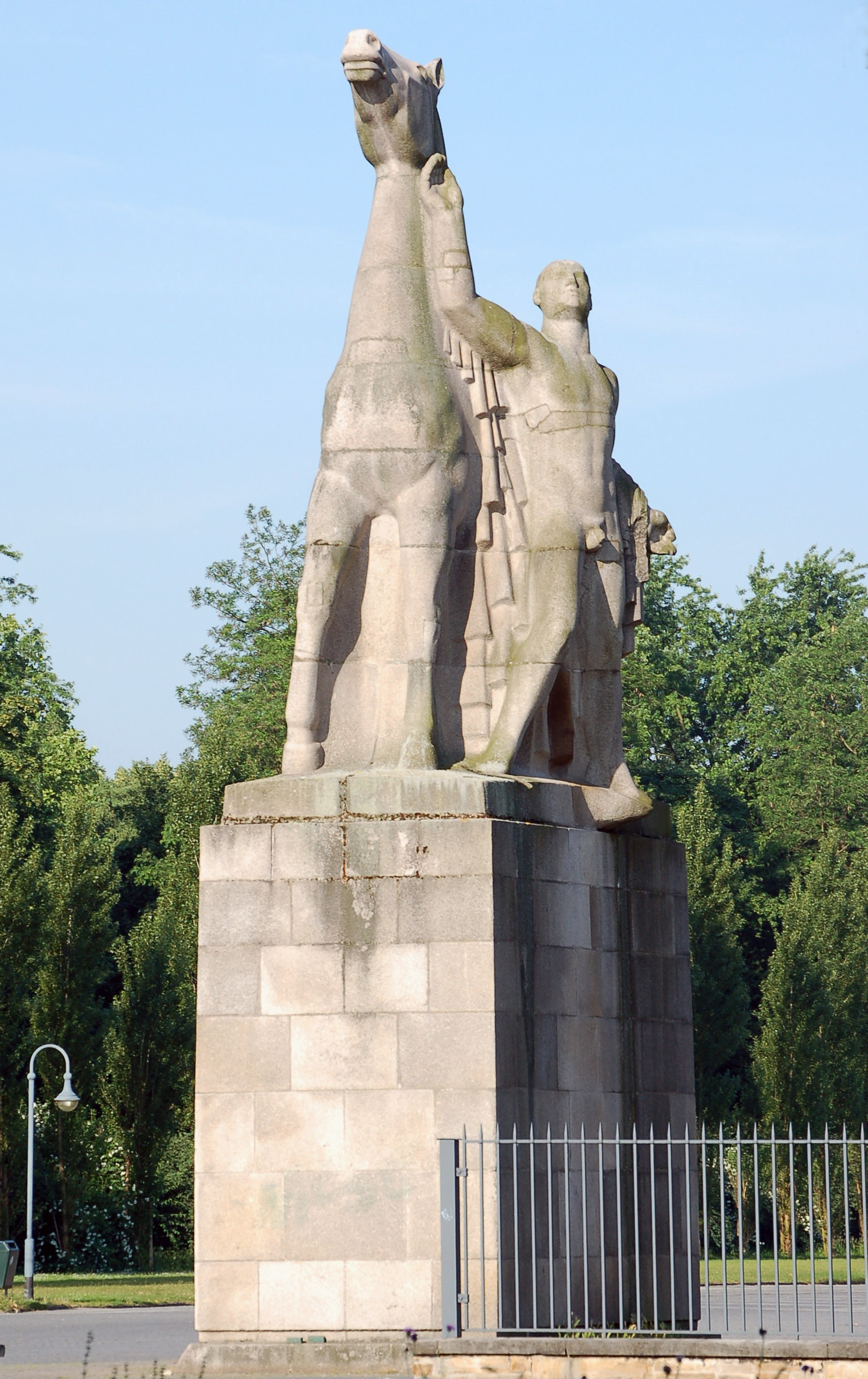
Rossebändiger (1926/39)
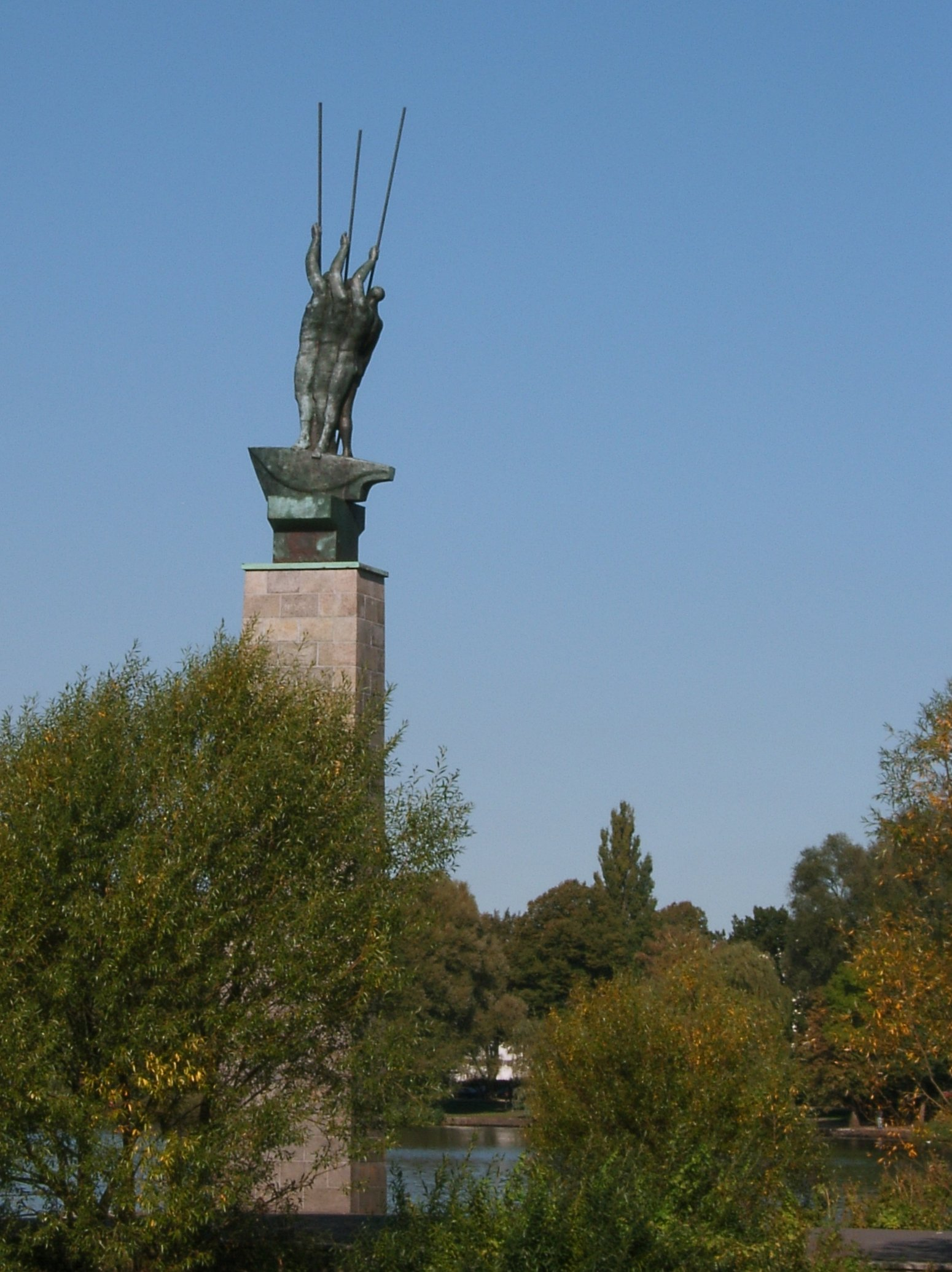
Drei Männer im Boot (1952/53)
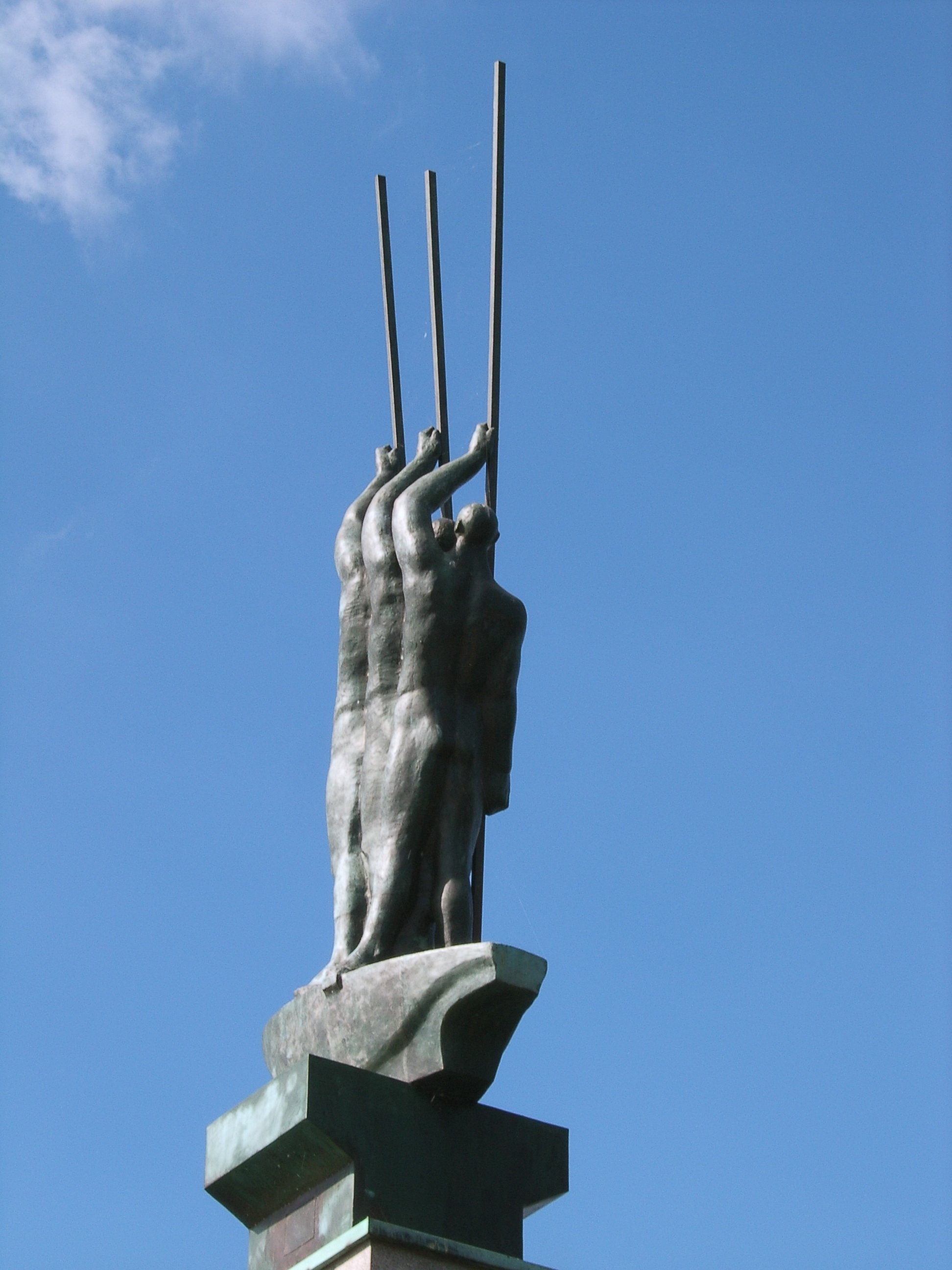
Detail Drei Männer im Boot